# Frente Democrático Sankarista
El Frente Democrático Sankarista (en francés Front Démocratique Sankariste, FDS) es un partido político sankarista en Burkina Faso, perteneciente a la izquierda política. 
Fue fundado en junio de 2004 como parte de la Convención Panafricana Sankarista. En 2005 está dirigido por Fidèle Meng-Néré Kientéga e Inoussa Kaboré.